# 河東区 (臨沂市)
河東区（かとう-く）は中華人民共和国山東省臨沂市に位置する市轄区。臨沂沭埠嶺空港がある。

## 行政区画
- 街道:九曲街道、相公街道、太平街道、湯頭街道、鳳凰嶺街道、芝麻墩街道、梅家埠街道、朝陽街道
- 鎮:湯河鎮、八湖鎮、鄭旺鎮

## 観光
- 湯頭温泉